# Marion Anti
Marion Anti, née le 7 février 1986 à Paris, est une joueuse de handball française, évoluant au poste d'arrière droite. Elle a mis fin à sa carrière depuis quelques années et est désormais la collaboratrice de son beau-père, Valero Rivera père le sélectionneur du Qatar, et agent de joueurs.
Elle est la fille de l'entraîneur du HBC Nantes, Thierry Anti et la conjointe de Valero Rivera, le joueur du HBC Nantes avec qui elle a eu deux garçons nés le 17 juin 2013 et 22 septembre 2015.

## Clubs
- US Ormesson
- US Ivry
- Alforville (D2)
- 2004-2005 : HOC Saint-Cyr-sur-Mer (D2)
- 2005-2006 : Issy-les-Moulineaux (D2)
- 2006-2007 : Le Havre AC Handball (D1)
- 2007-2008 : Metz Handball (D1)
- 2008-2010 : BM Alcobendas  (D1)
- 2010-2014 : Nantes LAH (D1)
- 2014- ?? : HB Sainte-Luce-sur-Loire (N2)

## Palmarès
- Championne de France en 2008 (avec Metz Handball)
- Vainqueur de la Coupe de la Ligue en 2008 (avec Metz Handball)
- Championnat de France de Division 2 en 2005 (avec HOC Saint-Cyr-sur-Mer)